# Demon's Crest
Demon's Crest (japanska: デモンズブレイゾン 魔界村 紋章編 Hepburn: Demonzu Bureizon Makaimura Monshō-hen?, "Demon's Blazon: Demon World Village Crest Volume"), är ett sidscrollande plattformsspel Capcom till SNES, med monstret Firebrand, ursprungligen från Ghosts 'n Goblins, i huvudrollen.

### Fotnoter
1. ↑  ”Demon's Crest” (på svenska). Super Power (Solna) (3 1995). mars 1995. Läst 25 april 2014.